# Kirsten Gram-Hanssen
Kirsten Gram-Hanssen (født 20. juli 1964) er professor ved Institut for Byggeri, By og Miljø (BUILD) ved Aalborg Universitet i København. Kirsten Gram-Hanssen er uddannet civilingeniør-samfundsfag ved Danmarks Tekniske Universitet (DTU) i 1991 og fik i 1996 sin Ph.d. tildelt, ligeledes ved DTU, Institut for samfundsfag.

## Karriere
Hun forsker i boliger, hverdagsliv og forbrug særligt ud fra et klima og energi perspektiv. Hendes forskning undersøger forskelle i husstandes forbrugspraksis og forklarer disse forskelle inden for et praksisteoretisk perspektiv, der lægger vægt på betydningen af rutiner og tekniske infrastrukturer. Hendes forskning dokumenterer, at den sociale organisering af vores hverdagsliv betyder mindst lige så meget for boligers energiforbrug som bygningers og apparaters tekniske energieffektivitet. Hun forsker desuden i, hvordan nye teknologier såsom private solcelleanlæg og smart styring af lys og varme påvirker hverdagsliv og energiforbrug.

Hun har været gæsteforsker ved flere udenlandske universiteter, blandt andet Oxford University i 2017, og hovedtaler ved flere internationale konferencer. Hun har bidraget som evaluator for britiske, svenske og norske forskningsråd, samt som EU-ekspert i evaluering af PF7 og ERC projekter. Desuden er hun ”Member of European Research Council (ERC) identification committee”.

Kirsten Gram-Hanssen har ledet flere store forskningsprojekter og har bl.a. modtaget et ERC Advanced Grant på 2,11 mio. Euro, til projektet ”eCAPE: New energy consumer roles and smart technologies – actors, practices and equality”. Projektet startede i 2018 og løber 5 år frem.

## Publikationer
Kirsten Gram-Hanssen har udgivet over 200 publikationer og er citeret mange gange. Udvalgte ses nedenfor:
- Gram-Hanssen, K., Christensen, T. H., do Carmo, C., & Madsen, L. V. (2020). Sequence of practices in personal and societal rhythms – Showering as a case. Time and Society, 29(1), 256-281.
- Gram-Hanssen, K, Georg, S, Christiansen, E & Heiselberg, P 2018, 'What next for energy-related building regulations? the occupancy phase', Building Re-search and Information, bind 46, nr. 7, s. 790-803.
- Gram-Hanssen, K & Darby, SSJ (2018), “Home is where the smart is”? Evaluating smart home research and approaches against the concept of home. Energy Re-search and Social Science, 37, s. 94-101